# Szczęsny Powalski
Szczęsny (Feliks) Powalski herbu Rogala – wicewojewoda pomorski w latach 1622–1640, sędzia ziemski człuchowski w latach 1626–1644.
Poseł na sejm nadzwyczajny 1635 roku.
Był elektorem Władysława IV Wazy z województwa pomorskiego w 1632 roku.